# Seaborgita
La seaborgita és un mineral de la classe dels sulfats. Rep el nom en honor de Glenn Theodore Seaborg, químic i professor de la Universitat de Califòrnia, a Berkeley. Va sintetitzar i descobrir 10 elements transuranians; compartint el Premi Nobel de Química de 1951 per aquest treball. Va descobrir el plutoni el 1940 i va ser president de la Comissió de l'Energia Atòmica dels Estats Units (1961-1971). L'element seaborgi i l'asteroide 4856 Seaborg també reben el nom en honor seu.

## Característiques
La seaborgita és un sulfat de fórmula química LiK₂Na₆(UO₂)(SO₄)₅(SO₃OH)(H₂O). Va ser aprovada com a espècie vàlida per l'Associació Mineralògica Internacional l'any 2019, sent publicada per primera vegada el 2021. Cristal·litza en el sistema triclínic. La seva duresa a l'escala de Mohs és 2,5.
L'exemplar que va servir per a determinar l'espècie, el que es coneix com a material tipus, es troba conservat a les col·leccions mineralògiques del Museu d'Història Natural del Comtat de Los Angeles, a Los Angeles (Califòrnia) amb el número de catàleg: 74163.

## Formació i jaciments
Va ser descoberta als Estats Units, a la mina Blue Lizard, situada dins el Red Canyon del comtat de San Juan (Utah), on es troba en esprais de prismes o fulles de color groc clar, llargs i aplanats, de fins a uns 0,2 mm de longitud, tractant-se de l'únic indret de tot el planeta on ha estat descrita aquesta espècie mineral.